# Begonia hirtella
Begonia hirtella é uma espécie de planta do grupo Begonia decrita em 1822 por Heinrich Friedrich Link. É nativa, mas não endêmica, do Brasil.

## Conservação
A espécie faz parte da Lista Vermelha das espécies ameaçadas do estado do Espírito Santo, no sudeste do Brasil.